# Pareuchaetes cadavessa
Pareuchaetes cadavessa là một loài bướm đêm thuộc phân họ Arctiinae, họ Erebidae.